# 竹内真琴
真琴（まこと、1992年3月31日- ）は、日本のAV女優。2024年4月よりフリー女優連盟加入。2013年10月5日に当時のマークスジャパン所属。

## 略歴
東京都出身。2014年2月、ホイップよりAVデビュー。2016年6月頃、マークスジャパンからジャパントータルプロモーションへ移籍。
ピンク映画での演技で2015年度ぴんくりんく最優秀新人女優賞受賞。
2016年7月頃、ジャパントータルプロモーションからティーパワーズへ移籍。2017年9月15日、LINXへ再移籍。2018年3月31日に引退したが、その後一時休業。
2021年1月15日よりDuoエンターテイメントに所属。水谷まこに改名した。
2024年4月よりフリー女優連盟加入。活動名真琴。

## 人物
中学生時代は生徒会長をしており、高校でも学科リーダーをしていた。また演劇の勉強もしていた。
趣味は、舞台観劇・ショッピング・YouTube鑑賞・コスメ集め。
かつて所属していたマークスジャパンのニコ生ブロマガでは、観劇コラムも執筆していた。

## 作品

### アダルトビデオ

#### 2014年
- 生徒会長! AVデビューに立候補? 一人の男性しか知らない、フェラチオもしたことがない私ですが、一生懸命頑張ります! 竹内真琴 フリーター 20歳（2月14日、ホイップ）
- もう一度逢いたくて…♥ またAVセックスができるから楽しみにしてました! 私の知らないこといっぱい教えてくださいね! 竹内真琴 フリーター 20歳（3月14日、ホイップ）
- 制服女子校生と中出し乱交　～春～（4月1日、ZUKKON/BAKKON)
- 大好き?竹内真琴（4月4日、GLAY'z）
- 「私は家族を愛してます。」亡き母の代わりに毎日男家族の性処理係をしています。（4月10日、V&Rプロデュース）
- 新・絶対的美少女、お貸しします。 ACT.19（4月11日、プレステージ）
- 敏感・微乳・ショートカットの生徒会長 純粋無垢（4月13日、無垢）
- 女子校生中出し20連発（4月24日、アイエナジー）
- 放課後の優等生 女子校生が担任に犯されて、快楽の虜になるまで… 竹内真琴（5月13日、無垢）
- 人生初・トランス状態 激イキ絶頂セックス （5月13日、プレステージ）
- 入浴中の姉を襲い風呂場でレイプする弟の投稿映像（5月16日、GLAY'z）オムニバス作品
- 棚越しにいる客のパンチラを見て発情しちゃった俺（6月5日、アキノリ）オムニバス作品
- 就活女子大生と性交（6月6日、ドリームチケット）
- 青春スクールメモリーズ 第8期（6月11日、プレステージ）
- 生徒会長の中出しご奉仕 無垢ナ女子校生限定ソープランド （6月13日、無垢）
- 日本の女性器大図鑑 私のオマ●コ見て下さい◆ 40人4時間Dx vol.04（6月20日、GLAY'z）総集編
- 優等生がパイパンになっちゃった！（6月25日、kawaii*）
- 今。実家暮らしなんで。（6月27日、BALTAN）
- お仕事中のお姉さんは職場で制服のままM男の乳首をイジるのがお好き VOL.02（7月5日、ドリームチケット）総集編
- 成熟した姉の裸に触れた童貞弟はイケない事と知りつつもチ○ポを勃起させて「禁断の近親相姦」してしまうか!?3]（7月10日、ソフトオンデマンド）オムニバス作品 ※「マホ 21歳」名義
- 優等生のいやらしいお泊りSEX （7月13日、オーロラプロジェクト）
- オナニー中に差し出されるチ○ポは咥えずにはいられない（7月18日、SEX Agent）総集編
- 露出狂の僕が捨てたAVを拾った女にチ●ポ見せつけ説教レイプ（8月1日、MOODYZ）オムニバス作品
- レズ解禁☆美少女ふたりでエッチッチ！（7月25日、kawaii*）
- 友達といっしょ（8月12日、プレステージ）
- 国民的アイドルM-girls2　 誘惑超絶大乱交 4時間SPECIAL（8月13日、MOODYZ）
- 「一滴残らず手でヌいて」（8月14日、SEX Agent）総集編
- ロリ専科 キミだけに語りかけ！ロリ校生20人！オマ●コぴちゃぴちゃ指入れ自画撮りオナニー4時間DX vol.10（8月15日、GLAY'z）総集編
- 快楽に理性は崩壊。（9月1日、TEPPAN）
- 老人と少女（9月6日、アキノリ）
- 過激すぎるド素人娘 4時間スペシャル 18（9月12日、S級素人）オムニバス作品 ※「マコト（20歳）」名義
- お悩み解決1，000件突破のプロに学ぶ夫婦円満の秘訣 初心者向け性生活マンネリ打破シリーズVol.1（9月25日、ディープス）オムニバス作品 ※「えりさん（23才）」名義
- 痴漢‘痴女化’計画2 感じてもイカセない寸止め痴漢でチ○ポを求めだす女子校生（9月25日、ナチュラルハイ）オムニバス作品
- kawaii*BEST じゅるじゅるフェラチオ8時間（9月25日、kawaii*）総集編
- 現役女子音大生わいせつレイプ盗撮（9月26日、青空ソフト）オムニバス作品 ※「竹内さん（仮名）20歳」名義
- 鉄板フェラチオBEST（10月1日、TEPPAN）総集編
- 社内でバレないように声を押し殺してエッチしてるのに愛液のクチュクチュ音が漏れてしまう女子社員たち（10月10日、TMA）オムニバス作品 ※「真琴：26歳」名義
- 純粋無垢な美少女の高画質完全主観フェラチオ 未公開16人4時間（10月13日、無垢）総集編
- 鉄板 激指ズボオナニーBEST（10月19日、TEPPAN）総集編
- 夏休みにマジックミラー号初乗車！温泉街で見つけた女子大生を電マ初体験で4回イカせて…マン汁グチョグチョになったところをヌプッと即ハメ！（10月23日、ソフトオンデマンド）※「ユサ21歳」名義
- 女子校生監禁レイプ 教師のペットになって潮吹き・中出し・鬼ピストン・イラマチオ！（10月23日、サディスティックヴィレッジ）
- kawaii*BEST み～んな、ショートカット2014（10月25日、kawaii*）総集編
- kawaii*BEST 2014年上半期全作コンプリート総集編（10月25日、kawaii*）総集編
- OLノーパンパンストオナニー（11月7日、TMA)　総集編
- ウブな教え子をち○ぽ汁（ザーメン）まみれにするデカチン巨乳ふたなり体育教師2（11月8日、ディープス）
- 女性用TENGAを使って初めての潮吹きオナニー（11月8日、ROCKET) ※「くーみんちゃん　18歳/大学生」名義
- 「長女、次女、三女、四女、五女、六女、母の性欲処理はボクの役割」7人連続セックスで精子からっぽ朝生活（11月8日、ソフトオンデマンド）
- 「童貞くんのオナニーのお手伝いしてくれませんか…」 海で声を掛けた心優しい専門学生・大学生・OL・人妻さんがマジックミラー号で童貞くんを赤面筆おろし！2（11月8日、ソフトオンデマンド）オムニバス作品　※「まき　22才　大学生」名義
- 最強素人軟派 in銀座線沿線（11月14日、KMP）オムニバス作品　※「マコト（20歳）」名義
- 周りは全員仕掛人！男子禁制！街行くガードの堅い美女を女の子だらけの恋のお悩み相談室で、口説き落とせ！]（11月21日、DIY）※「真琴ちゃん 20歳 女子大生」名義
- 美少女即ハメ白書 30（11月21日、プレステージ）オムニバス作品
- kawaii*美少女☆共演セックchu8時間 Vol.2（11月25日、kawaii*）総集編
- kawaii*BEST そんなに見ちゃイヤ！尻穴丸見えセックス100連発（11月25日、kawaii*）総集編
- kawaii*BEST コスプレ祭り100シチュエーション100人16時間（11月25日、kawaii*）総集編
- 大好き?総集編 4時間（12月5日、GLAY'z）総集編
- 羞恥！水泳教室に通う●学生のスクール水着が水に溶けて10人全員素っ裸!!プールに入った瞬間、スク水が溶けて突然の全裸露出！まだ毛も生え揃わないツルペタ女子は大人の男たちの下品な視線に犯される！全編完全撮り下ろし2枚組8時間10セックス!!（12月6日、サディスティックヴィレッジ）
- オーロラプロジェクトダイジェスト 48連射 2013.11月～2014.10月（12月13日、オーロラプロジェクト）総集編
- 新潟県○○女子高等学校○年3組の仲良し5人グループが修学旅行中に東京のゲリラ豪雨を初体験! 偽善オヤジの家に駆け込んだ無防備な透けブラ女子高生 雨で敏感になった身体をもてあそばれ火照り始めた田舎のウブマ○コに一本の絶倫デカち○ぽを連続生挿入 金◯すっからかんになるまで中出し10発（12月20日、ディープス）
- たくさんの同級生が通り過ぎる通学路で、「Hな事・・・教えて下さい。」優等生だけど性に対して好奇心旺盛な女子校生は媚薬で感度ビンビン!痙攣!失禁!何度もイクッ!笑顔で帰っていく新世代（12月20日、ソウトオンデマンド）オムニバス作品

#### 2015年
- 鉄板 絶叫！痙攣！潮噴き！絶頂イカセ（01月01日、TEPPAN）総集編
- 鉄板 汗だくSEX BEST 2（01月01日、TEPPAN）総集編
- S-Cute ショートコレクション 2015（01月01日、S-Cute）総集編
- レイプが合法になった世界～公衆の面前でチ○ポ挿れっぱなし！犯りたいと思った瞬間に即ハメ！白昼堂々強制子作り！！～（01月08日、ディープス）オムニバス作品
- キャンプファイアーにこっそり催淫媚薬を投入したら、あっちこっちで大乱交SEX 林間学校で輪姦の和!（1月8日、サディスティックヴィレッジ）オムニバス作品
- 高画質 淫女と艶女が百合し愛し乱れ合う レズ性交16時間（01月19日、ROOKIE）総集編
- 調教美少女ペット M奴隷に落ちるJK 真琴（仮名（01月23日、KMP）
- 声を出せない状況でバレないように声を押し殺して絶頂する女たち（01月23日、TMA）オムニバス作品
- 純朴ロリ美少女のエッチな日常（02月01日、S-Cute）オムニバス作品
- 鉄板 BEST HITS（02月01日、TEPPAN）総集編
- WHIP BEST 女の子だってスケベになりたいんです！！素人AVデビューリアルドキュメント ホイップコンプリートBEST1（02月13日、ホイップ）総集編
- 平成二十六年度『無垢』卒業アルバム 上半期総集編 2014年3月～2014年8月 美少女十六人総出演 四百八十分濃厚豪華版（02月13日、無垢）総集編
- 鉄板 美少女汗だく性交 BEST（02月19日、TEPPAN）総集編
- kawaii*美少女限定 たっぷりメガ盛り顔射スペシャル No2（02月25日、kawaii*）総集編
- 暗闇×淫語バーチャルリアリティー過激すぎる淫語が卑猥な美人OL編（02月27日、ワンダフル）オムニバス作品
- 山形県にある地元●学生が手伝う温泉宿では、女将に内緒で美少女生本番が可能という噂は本当なのか!?。（02月27日、KMP）※「3年2組まことちゃん」名義
- ○学生居眠り図書館痴漢 図書館で勉強中にウトウトしているウブな○学生は居眠り中に痴漢され目を覚ましても恐怖のあまり大声を出して拒否できない（03月05日、アパッチ）オムニバス作品
- 田舎の◯学生5人の処女ま◯こで童貞を卒業した僕。（03月06日、DIY）オムニバス作品
- 純粋無垢な美○女の かわいい手で一生懸命しごく 手コキ 4時間（03月13日、無垢）総集編
- 今夜、JKはお泊りします。 1泊2日でハメ撮られた12人の生徒たち（03月13日、オーロラプロジェクト）総集編
- 女子校生専用 性感レズエステ（03月20日、クリスタル映像）オムニバス作品
- kawaii BEST 2014年下半期全作コンプリート総集編（03月25日、kawaii*）総集編
- 新・あなたのお部屋に素人娘お貸しします。4時間 No3（04月01日、GALLOP）総集編
- A○Bも載ってる有名アイドル雑誌の撮影だと称し部活帰りの女生徒をスカウトしてスポーツ着に着替えさせハメまくる盗撮映像（04月01日、変態紳士倶楽部）
- サテン射精 No2（04月05日、フリーダム）オムニバス作品
- 憧れの学級委員だった娘がデリヘル嬢に ｢誰にも言わないよ｣と約束したら本番禁止なのに｢1回だけだよ｣と言ってヤラせてくれました（04月09日、アイエナジー）オムニバス作品
- 妹2人とまさかの3P 中出しするハメに・・・。上の妹は美人なのに奥手で彼氏無し。下の妹は超がつく程のヤリマン・・・。そして僕はまったくモテない。（04月09日、Hunter）※ さやか 役
- 抜かずの無許可中出し5連発 仕事もできず周りの社員からバカにされている私を唯一慕ってくれていたカワイイ後輩が妊娠発覚で突然の寿退社（04月09日、アパッチ）オムニバス作品 ※ 橋下裕美 役
- ｢これってイケナイ事なの?｣ 40歳過ぎても定職に付かないダメ人間の私は、生活を助けてもらう為姉の家へ（04月09日、Hunter）オムニバス作品 ※ あいちゃん 役
- 某都内大学オールラウンドサークルのヤリまくり新歓コンパ No2（04月10日、S級素人）※ 福祉学部 まとこ 役
- 街で見かけたタイトスカートが似合う桃尻美人妻をナンパして中出し No3（04月10日、KMP）オムニバス作品 ※ まことさん23歳 役
- 真夜中はJC戦士 ナイトレッド]（04月10日、GIGA）
- ｢無垢｣特選 無垢ナ女子○生限定ソープランド 大好評記念感謝祭 二百四十分プラチナコース 六回戦 微乳限定（04月13日、無垢）総集編
- 女先輩にHの練習だからとお願いしまくって素股してたら｢あっ生で入っちゃった｣気持ち良いからそのまま中出し3（04月15日、ロータス）オムニバス作品
- 私と一発ヤって下さい妊娠したいんですクラスで集団妊娠騒動 憧れの担任の女教師が妊娠で産休。クラスの女子たちに走る動揺。2（04月23日、Hunter）
- びしょ濡れ ムレムレ汗だく痴漢（04月23日、アイエナジー）オムニバス作品
- 初美沙希＆女監督なんともJAPANが行く!エビ反りしちゃうほど過激なエロエロ媚薬レズプレイ編 PART.2（04月25日、ナンパJAPAN）オムニバス作品
- 発射直前の激しいSEXと息切れしながら健気にお掃除フェラする美○女60人（04月25日、kawaii*）総集編
- 現役アナウンサーがお忍びで通う高級サロン盗撮 No3（05月01日、変態紳士倶楽部）オムニバス作品
- 日焼けあとが残る天使達ばかりを狙う 銭湯マッサージ盗撮（05月01日、変態紳士倶楽部）オムニバス作品
- 東京都○鷹市A氏からの投稿 変態教師が出来の悪い女子○生の弱みを握り淫行する現場を鬼畜盗撮（05月01日、変態紳士倶楽部）オムニバス作品
- 女子大の寮まるごと全員と中出し乱交～春～（05月01日、ズッコン/バッコン）
- 22世紀の常備薬 アンドロイドナース（05月05日、フリーダム）オムニバス作品
- 親に隠れてこっそり兄妹近親相姦！親の前ではわざと兄妹ケンカ！しかし、実は兄妹以上の関係で二人きりになるとすぐに近親相姦セックスを始める！2（05月07日、ゴールデンタイム）オムニバス作品
- クラスの女子は僕と一緒でまだ子供だと思ってたら超マセていてHに興味津々 クラスに男は僕一人だからHに関する事を僕で何でも試そうとするんです（05月07日、ゴールデンタイム）オムニバス作品
- V&R流中出し100人100連発 総集編10時間2枚組（05月08日、V&R PRODUCE）総集編
- 壁 机 椅子から飛び出る生チ○ポが人気の進学校『都立しゃぶりながら高校』 さらにハメながら 汗を流した部活動&涙の教育実習編（05月09日、ソフトオンデマンド）
- 学校の教室で居場所の無いボクの絶好の弁当スポットは絶景のパンチラスポット 教室で周りと話が全く合わないボクは屋上で一人お弁当を食べて（05月09日、Hunter）オムニバス作品 ※ 堀内さん 役
- 超うぶブルマ女子たちと男は僕ひとりの王様ゲーム オトナのアソビに興味津々なブルマ女子たちが噂でしか聞いた事が無い合コンの定番『王様ゲーム』をやることに2（05月09日、Hunter）
- BEST of だいしゅきホールド 16時間（05月19日、ROOKIE）総集編
- 図書館ひじグリグリ痴漢 図書館で長時間勉強している内気な美女に本を取るフリして無防備な胸にひじをグリグリと擦りつけてパンツにシミが（05月21日、アパッチ）オムニバス作品
- kawaii*BEST 制服美少女Collection43人8時間（05月25日、kawaii*）総集編
- kawaii*BEST 美少女だけでエッチッチ濃厚レズ性交17組38人（05月25日、kawaii*）総集編
- ナンパした人妻を部屋に連れ込み勝手に撮影して無許可で発売 No6（05月25日、田町ナンパ天国ナンパ）オムニバス作品
- 結婚式前に写真スタジオで撮影するカップルの新郎が待つ隣で新婦を寝取りレイプ4（06月01日、変態紳士倶楽部）オムニバス作品
- OLの黒ソックスで（06月05日、フリーダム）
- 電気あんま罵倒（06月05日、フリーダム）オムニバス作品
- 女子校生専用 性感レズエステ（3月20日、クリスタル映像）
- あなたのお部屋に素人娘お貸しします。8時間SP No4（06月10日、GALOP）総集編
- 美少女戦士セーラーレジェンドV 前編（06月12日、GIGA）オムニバス作品 ※ セーラーディオーレ 役
- 本番禁止の都内有名デリヘルでただ口説いてヤルだけじゃ収まらない ぎらついた男たちがデリヘル嬢に生中出しするまでコスプレデリヘル集（06月18日、Mr.michiru）オムニバス作品
- 恵比寿で見つけた美人すぎる人妻に、18cmメガチ○ポを素股してもらったらこんなヤラしい事になりました（06月18日、アイエナジー）オムニバス作品
- 図書館で声も出せず抵抗もできないウブ女子を痴漢しまくりパンツ内射精（06月18日、アパッチ）オムニバス作品
- 強制的じゃないセルフイラマチオ4 ディープスロートがデフォルトの女たち（06月19日、SEX Agent ）総集編
- kawaii 2014年コンプリートBEST全102タイトルぜ～んぶ見せちゃうょん12時（06月25日、kawaii*）総集編
- 美少女戦士セーラーレジェンドV 後編（06月26日、GIGA）オムニバス作品※ セーラーディオーレ 役
- 二オイを感じる 足裏（07月05日、フリーダム）オムニバス作品
- 変態カップル募集企画 2人が実際に働くオフィスでバレないようにハメ撮りしてきて カメラ片手にバレずにSEX（07月23日、Mr michiru）オムニバス作品
- 壊れてしまいそうな激ピストンSEX（08月01日、TEPPAN）総集編
- 厳選ショートカット美少女25人2枚組8時間（08月07日、TMA）総集編
- 純粋無垢な美少女の フェラチオ 二十二連発四時間（08月13日、無垢）総集編
- 超巨根性交 デカチンに魅せられる女達（08月19日、TEPPAN）総集編
- マジックミラー号に夏合宿中の大学水泳部の男女が初乗車 競泳水着でお互いのオナニーを見せ合ったら火が付いて合宿中の禁欲ルールを破り（08月20日、SODクリエイト）オムニバス作品
- 女監督なんともJAPANのラブホから出てきた女子カップルさん 貴女たちの熱い濃密レズSEXを撮らせてください（08月25日、ナンパJAPAN）オムニバス作品
- 美少女たちに突き上げ 騎乗位生中出しFUCK 4時間（09月01日、GLAY'z）総集編
- なつこいSEX 浴衣と水着でハメまくり（09月01日、S-Cute）オムニバス作品
- 友達の家に遊びに行ったら6人のお姉ちゃん達のミニスカパンチラが一杯 僕の思春期ビン勃ちチ○コは大歓迎されてキ○タマ空ッポ（09月10日、SWITCH）オムニバス作品
- 赤い縄枕 竹内真琴（09月13日、赤ほたるいか）
- エッチなJK10人のおま○こ・アナルくぱあ 自画撮り私だけを見てみてオナニー（09月15日、プリモ）オムニバス作品
- 足腰ガクガク ハードピストン立ちバック（10月01日、TEPPAN）総集編
- 現役女子大生家庭教師BOX4枚組15時間（10月23日、TMA）オムニバス作品
- 小悪魔JK 大胆パンチラコレクション 8（10月25日、アロマ企画）オムニバス作品
- 入浴中の姉を襲い風呂場でレイプする弟の投稿映像 総集編4時間（11月01日、GLAY'z）総集編
- 純粋無垢な美少女の ゴム無し生姦 締まりヨスギテおもわず 膣内射精 二十連発 四時間 特選版 2013年下半期-2014年上半期版（11月13日、無垢）総集編
- 女子陸上部のマネージャーになった僕。（11月13日、MOODYZ）オムニバス作品
- 女幹部魔少女ダークフェザー　美少年ヒーロー凌辱（11月13日、GIGA）オムニバス作品
- 熱い接吻で、興奮を高める 極イキ密着性交（11月19日、TEPPAN）オムニバス作品
- 超絶頂トランスSEX8時間（11月20日、GALLOP）総集編
- イキたくてもイカせない イカせず中出し交渉3 寸止め地獄で判断能力を低下させてからナマチ○ポ挿入を誘惑、中出し交渉（11月26日、Mr.michiru）オムニバス作品
- 完璧な性奴隷1（12月10日、MAD）オムニバス作品
- リア充大学生たちはこのあと滅茶苦茶中出ししてる（12月10日、Mr.michiru）オムニバス作品
- エロ行為一切禁止のメイドリフレで悪戯 隣に客がいるにも関わらず、声を押し殺し本気でイキまくるどスケベ癒らしメイド（12月11日、KMP）オムニバス作品

#### 2016年
- 通勤バスはギュウギュウの満員で目の前には黒パンストのOLだらけ どうしようもなく興奮しちゃった僕は生チ○コ擦りつけたら握り返してきた5（1月8日、SWITCH）オムニバス作品
- 挑発するアンスコ娘。（1月13日、アロマ企画）オムニバス作品
- 高速ピストンで快感に腰砕け性交]（1月19日、TEPPAN）総集編
- 絡まる舌 交わるカラダ 女同士の百合×百合レズ 50タイトル8時間（1月19日、ROOKIE）総集編
- 祝！今年も全て見せます！ONEDAFULL1年の軌跡全55作品vol.4！！8時間（1月22日、ONE DA FULL）総集編
- ｢ダメェ ピチャピチャ音がでちゃう…見られて恥ずかしいのに気持ち良すぎて指が止めれないの｣激イキ指ズボオナニー4時間（2月1日、グレイズ）総集編
- 制服女子校生と中出し乱交全作品集16時間（2月1日、ZUKKON/BAKKON）総集編
- 童貞の僕を不憫に思った妊娠した姉に｢擦りつけるだけだよ｣という約束で素股してもらっていたら互いに気持ち良すぎてマ◯コはグッショリでヌルっと生挿入（2月6日、アイエナジー）オムニバス作品
- 出張先の宴席でクライアントの女性社員に｢大人の濃厚セックスがしたい｣と口説かれ思わず手をだしちゃった超リスキーな生中出し（2月10日、ホットエンターテイメント）オムニバス作品　※竹下ことみ（24）役
- 真性ナマ中出し解禁 中出し3穴FUCK アナル解禁 竹内真琴（2月18日、サディスティックヴィレッジ）
- kawaii* BEST 敏感スレンダー微乳少女30人とビックンビックンイキまくりSEX（2月25日、kawaii*）総集編
- センズリ用 美少女がエロポーズでま○こと尻穴を惜しみ無く広げ見せつけ挑発してくるDVD Part6（2月25日、アロマ企画）オムニバス作品
- ふたなり怪盗アイビー（2月26日、GIGA）
- 飲み会帰り、酔っ払って油断しきったOLを私鉄沿線の自宅までストーキング、そして家宅侵入レイプ 雄の性欲を満たした後は全員中出し（ (3月5日、サディスティックヴィレッジ)  オムニバス作品
- 羞恥 発育健康診断 特別編 アナル検診  (3月5日、サディスティックヴィレッジ)  オムニバス作品
- 常に乳首責めメンズエステ  (3月17日、アイエナジー)  オムニバス作品
- 激 美少女遊戯図鑑  (3月18日、クリスタル映像)  オムニバス作品
- 鉄板 BEST OF BEST フェラチオ 50名 (3月19日、TEPPAN)  オムニバス作品
- 素人カップル愛情診断企画「高級オイルマッサージのモニターをしてみませんか？」とカップルを誘いこみ男はマジックミラーの向こう側に待機させ、彼氏の目の前で堂々とたっぷり中出し寝取りFUCK！ (3月25日、ナンパJAPAN)  オムニバス作品
- S-Cute もっとラブラブエッチコレクション 8時間 (3月19日、S-CUTE)  オムニバス作品
- 純心戦姫ピュアブレイザー2 癒しの戦姫アクアブレイザー（4月8日、GIGA）
- 鉄板 BEST OF BEST オナニー 50名 (4月19日、TEPPAN)  オムニバス作品
- 街行くお嬢さん 伝統のセックス体位いくつわかるかな 四十八手素股ゲーム  (4月19日、ATOM)  オムニバス作品
- 監督がSEXしたくなった時に、｢ハメ撮りの練習｣と言いくるめられて、なし崩し的にチ○ポを挿入されても｢監督になるための勉強だぞ？｣と言われたら  (4月21日、サディスティックヴィレッジ)  オムニバス作品
- 姉はご無沙汰マ〇コ記録更新中 セカンドバージンを冷やかす弟に元ヤリマンの素股テクで逆襲し弟チンポを即挿入 姉と弟の筆おろし近親相姦  (4月22日、SCOOP)  オムニバス作品
- ナンパした人妻を部屋に連れ込み勝手に撮影して無許可で発売 連れ込み寝取られ妻12人240分スペシャル2  (4月25日、田町ナンパ天国)  オムニバス作品
- ロリ専科 美少女に癒されたいご奉仕中出し4時間 (5月1日、GLAY'z)  総集編
- 射精直前の獣のような激しい腰振り 53発射 (5月1日、TEPPAN)  総集編
- 通勤バスはギュウギュウの満員で目の前には黒パンストのOLだらけ どうしようもなく興奮しちゃった僕は生チ○コ擦りつけたら握り返してきた6  (5月12日、SWITCH)  オムニバス作品
- 完全撮り下ろし 気持ちよすぎて飛び出す精子 Wフェラ 25組50人 (5月12日、Mr michiru) オムニバス作品
- 同窓会で久々に再会した人妻を自宅に連れ込んで勝手にAV業界に横流し No2  (5月12日、Ｆ＆Ａ)  オムニバス作品

- 未成熟の娘が超どストライク 娘が久しぶりに私とお風呂に入りたがるから致し方なく娘とお風呂に入ったら少し胸が膨らんでてビックリ (5月19日、Hunter)  オムニバス作品
- 罵り淫語唾吐き娘 冷たい視線で毒吐き・唾吐くも構ってくれる君は僕の天使 (5月19日、レイデックス) オムニバス作品
- 10周年記念 看護師2作品同時収録 大まんぞくSP ｢看護師の透けパン尻をオカズに隠れせんずりしていたら勃起汁まみれチ○ポを見られ怒られるかと思ったらヤらせてくれた　(5月26日、DANDY)  オムニバス作品
- おちんちん好き ペロペロおしゃぶりはもっと大好きっ ちっちゃいお口ででっかい肉棒を一生懸命舐める ロリっ娘フェラチオ お口ペット30人 4時間 (6月1日、GLAY'z)  総集編
- 生まれて初めての金蹴り2 金玉蹴られて嬉しいんですか (6月5日、フリーダム) オムニバス作品
- 女子○○の紺のハイソックスで (6月5日、フリーダム) オムニバス作品
- 超巨根性交 デカチンに魅せられる女達 No2 (6月19日、TEPPAN)  総集編
- ゴム着けるんだったらヤラせてあげてもいいけど ここでヤル勇気あるの？？｣｢えっ！？｣去年まで女子○(しかもヤリマン女子○)で今年から共学になった学校に入学 (6月19日、Hunter) オムニバス作品
- 駐輪場で拘束され固定媚薬バイブで放置イキしながら助けを求める敏感女子○○を犯さずいられますか？ (6月19日、アパッチ) オムニバス作品
- 同僚と飲んでて家に行くとノーブラパジャマ姿の奥さんが・・・ (6月23日、アキノリ)  オムニバス作品
- セーラーヒロイン くすぐり凌辱地獄 リメイク版 (6月23日、GIGA)
- 完全主観 罵倒地獄5 罵られて勃起する男達の子守唄 (7月5日、フリーダム) オムニバス作品
- M男強制オナニーサポート2 女子○○のフリーダム的JOI (7月5日、フリーダム) オムニバス作品
- 旦那の隣で夜這いされイキたくなくてもイッてしまう欲求不満妻 (7月7日、Ｆ＆Ａ)  オムニバス作品
- 自画撮り投稿 連日絶頂オナニー (7月8日、自我)  オムニバス作品
- ｢無垢｣特選 六時間 純粋○女×アバラが浮き出るくらいガリガリ微乳 (7月13日、無垢) 総集編
- ｢無垢｣特選 秘密を握られ、脅され、無理矢理に犯されながらも絶頂する女子○○ 4時間 (7月13日、無垢) 総集編
- 拘束汗だくイカセ性交 No2 (7月19日、TEPPAN)  総集編
- 催眠療法モニター募集で集まった被験者を催眠術に掛けてわいせつ行為を繰り返す性犯罪記録映像（7月22日、青空ソフト）オムニバス作品　他
- 女子○のクラス全員と一人ずつ濃密性交した僕。 (8月1日、MOODYZ) オムニバス作品
- ディルドと足裏 2 (8月5日、フリーダム) オムニバス作品
- お嬢様学園の連続射精クラブ 3 (8月5日、フリーダム) オムニバス作品
- 一般男女モニタリングAV マジックミラーの向こうには大好きな彼氏 2人っきりの密室で素人女子大生が童貞で悩む彼氏の友達と1発10万円の中出しSEXで筆おろしに挑戦 (8月6日、ディープス) オムニバス作品
- ひとりの絶倫痴漢師にマ○コにもアナルにも中出しされた美尻女 (8月18日、ナチュラルハイ) オムニバス作品
- 軟体アクロバティック性交 (8月19日、TEPPAN)　総集編
- 素人限定 パンチラ＆マンチラ盛りだくさん 固定バイブリンボーダンス (8月19日、ATOM) オムニバス作品
- 美少女の殿堂「宇宙企画」『この娘達…犯したい…」純心美少女凌辱作品集 Memorial Best (8月26日、宇宙企画)　総集編
- 超絶倫ヤリマン女子 去年まで女子○だった学校(※しかも超ヤリマン校)に入学したら中学時代女子に縁遠かったボクでも簡単にヤレると思っていたら（9月1日、Hunter）オムニバス作品
- 絶対的美少女、お貸しします。 BEST 8時間 04（9月2日、プレステージ）総集編
- 募集ちゃんTV×PRESTIGE PREMIUM 6（9月2日、プレステージ）総集編
- 初めて来たオイルエステで、エステティシャンが予想以上にミニスカート＆胸チラで対応してくる その無防備な格好にソソられるが冷めた態度 2（9月8日、SOSORU×GARCON）オムニバス作品
- ｢カップル限定｣マジックミラー号の中で、自慢の彼女を｢寝とって｣真正中出し 14（10月6日、SODクリエイト）オムニバス作品
- 足腰ガクガク ハードピストン立ちバック 2（11月1日、TEPPAN）総集編
- 水着ギャル媚薬（11月11日、SCOOP）オムニバス作品
- 下着の天使ランジェリーナBrilliant Vol.03（12月9日、GIGA）

#### 2017年
- 昭和女のエレジー 義父に不貞の濡れ衣を着せられ夫の前で折檻される嫁 犯され堕ちてゆく女の褥に濡れた疼き 1943（3月2日、ヒビノ）
- きゅんきゅんメイド喫茶 まるごと全員に種配り（3月13日、ZUKKON/BAKKON）
- レズビアンに染められた新入社員（4月25日、ビビアン）
- どこでも女子便所ドアを手に入れてオシッコ漏れかけ娘と生中出しSEXしまくったボク（5月13日、WANZ FACTORY）
- 姉が我が家で開催した飲み会 まるごと全員に種配り（5月19日、ZUKKON/BAKKON）
- 私立おしゃぶり学園（5月25日、MOODYZ）
- 暗黒女戦士ゾラ ミストレス（6月9日、GIGA）
- 戦隊ヒロイン 禁断の少年ヒーロー誘惑 グレートレンジャー（11月10日、GIGA）
- 美少年ヒーロー絶体絶命! アクセルボーイVSダークウィング（12月22日、GIGA）

#### 2018年
- 自分がオカズにされていると知った人妻は怒るつもりが勃起チ○ポを見て大興奮! オナニーの手伝いだけに飽き足らず痴女ってナマ挿入!（2月9日、プレステージ）
- ヘンリー塚本原作 情欲 激しい女たち（3月1日、FAプロ）
- 部活の厳しい練習にめげない可愛い教え子たちの恥ずかしそうなブルマ尻に興奮してフル勃起してしまった顧問のボク、女子生徒たちに大人チ○ポの気持ち良さをタップリと教え込んだ!（4月6日、h.m.p）
- 濃厚接吻レズビアン 夢中になってクチビルを貪り合う淫らな姉と妹（6月21日、ヒビノ）
- ド横からイラマチオ 2 ～猛る肉棒を美女の喉奥まで突きたてた際の狂悪かつ美しいストロークの最適な鑑賞方～（7月20日、SEX Agent/妄想族）
- ラストアナルセックス 竹内真琴 引退。 竹内真琴 決意のラスト2穴SEX アナル生中出し（8月13日、無垢）
- 大胆エロポーズ手コキ ～こんな格好でシコられるから、いつもより107％くらいの直径に張り詰めてしまう～（8月17日、SEX Agent/妄想族）
- 肛門ポルチオ診療所 アナル拒絶している美女を催眠調教! 膣内ポルチオ＆アナルポルチオを同時開発してアナル中出し!（10月5日、h.m.p）

#### 2019年
- 新人喰いの芸能事務所 弱小芸能事務所の個人レッスンで行われているハラスメント稽古の一部始終...という設定のドキュメント風AV（8月13日、あら、スケベ/HERO）

### 女性向けアダルトビデオ
- 最高の上司 最高の同僚（2016年12月8日、GIRL'S CH）

### イメージビデオ

#### 2016年
- 神聖Deep 八坂みき (8月31日、ティーアイエス) ※「八坂みき」名義

### アダルトサイト
- フェチボックス
- コスドキ‐水着グラビア－
- TOKYO247
- S-Cute Girls ※「#358 Makoto」名義
- 舞ワイフ ※「桜井優希」名義
- 素人ハメ撮り - Hime Mix -  ※「No.652　MAKOTO」名義
- KAKUJITSU（DMM） ※「真琴」名義
- デジグラ
- 素人のぞき窓（DMM動画）※「まこと」名義
- パラダイステレビ※「10代娘ができちゃった婚目指して中●し生活300日」
- Adult Festa TV　※まこっちゃん（竹内真琴）のそんなにカリをいじめないでぇ （プラド）

## 出演

### 映画
- 方舟の女たち（2017年7月8日、OP PICTURES） - 水野君子 役[3]
- つないだ手をはなして（2018年、OP PICTURES） - 沢村麻利絵 役※「青春のささくれ～」の一般公開編集版
- 108〜海馬五郎の復讐と冒険〜（2019年、パイプライン）

### 成人映画
- スケベ研究室　絶倫強化計画（2015年11月13日公開、オーピー映画）監督:国沢実　出演:美咲結衣、西村ニーナ、橘秀樹、市川裕隆　※11/13～ 上野オークラ劇場/横浜光音座 Ⅱ にてロードショー
- 痴漢電車　マン淫夢ごこち（2016年12月、オーピー映画、城定秀夫監督） - 水野君子 役[4]
- 青春のささくれ　不器用な舌使い（2018年4月、オーピー映画　竹洞哲也監督） - 沢村麻利絵 役

### オリジナルビデオ
- 歌舞伎町ブラック・スワン（2015年12月02日、シネマファスト）監督:山内大輔　主演:涼川絢音
- やくざの女 7（2016年6月25日、GPミュージアム）監督:貝原クリス亮　主演:古川いおり

- 拉致暴行プロレス地獄MIX Vol.5 セクシー女優 竹内真琴編（2015年09月04日、CFxFC キャットファイトフェチクラブ）

### テレビ
2015年
- 「おっぱいボヨヨーン！！」(10月23日、BSスカパー)
- 魚拓と成瀬のツキとスッポンぽん （11月01日、パチ・スロ サイトセブンTV） ＃061むふふ女優 竹内真琴 前編
- 魚拓と成瀬のツキとスッポンぽん （11月08日、パチ・スロ サイトセブンTV） ＃062むふふ女優 竹内真琴 後編

### 雑誌
2014年
- ベストDVDスーパーライブVOL.4 2014年4月号（2月9日、ブレインハウス）
- 月刊DMM 2014年4月号（2月22日、ジーオーティー）
- 月刊ソフト・オン・デマンド 2014年05月号（3月18日、ソフト・オン・デマンド）
- DVD Dream　2014年05月号（4月8日、三和出版）
- ザ・ベストMAGAZINE Special 2014年10月号（9月5日、KKベストセラーズ）
- ザ・ベストMAGAZINE GOLD 2014年11月号（9月16日、KKベストセラーズ）
- め・き・ら 2014年 12月号（10月23日、ブレインハウス）
- 裏め・き・らDVD 2015年 01月号（11月15日、ブレインハウス）

2015年
- セーラー服special Dream（3月4日、ブレインハウス）
- Sクラスショートヘア女子校生（5月21日、ブレインハウス）
- ランジェリーザ・ベストこすぱん! vol.13（9月16日、KKベストセラーズ）
- Caren Saffron（9月16日、富士美出版）
- 実話ナックルズ 11月号（9月30日、大洋図書）

2016年
- 制服微乳女子A（7月10日、MSムック）
- 週刊 プレイボーイNo.43（10月8日、集英社）

## ニコニコ生放送

### Tokyo247チャンネル
- 現場生放送 / 事後生放送（2014年04月05日）
- 竹内真琴 成田デート

### 竹内真琴☆Little Cream Soda
- ＃01（2014年08月28日）
- ＃02（2014年09月05日）
- ＃03（2014年10月08日）

### 竹内真琴の"ま！"
- ＃03（2014年10月21日）
  - ＃03は、2回放送があり、＃03 2回目より名称変更
- ＃04（2014年11月21日）
- ＃05（2014年12月17日）
- ＃06（2015年01月08日）ゲスト：篠田ゆう
- ＃07（2015年02月10日）
- ＃08（2015年04月01日）
- ＃09（2015年05月08日）
- ＃10（2015年06月09日）
- ＃11（2015年07月06日）
- ＃12（2015年08月07日）
- ＃13（2015年10月06日）
- ＃14（2016年01月07日）
- ＃15（2016年02月26日）
- ＃16（2016年03月28日）
- ＃17（2016年04月22日）
- ＃18（2016年05月18日）

### ゲスト出演・その他番組
- あゆみ翼gives you wings!! #4 (2014年9月18日)　※ゲスト出演
- マークスグループニコ生祭!! Vol.6 2部 (2015年1月15日)
- 夏希みなみ☆Summer high hopes #4 (2015年3月12日)　※ゲスト出演